# DUSP23
DUSP23 (англ. Dual specificity phosphatase 23) – білок, який кодується однойменним геном, розташованим у людей на короткому плечі 1-ї хромосоми.  Довжина поліпептидного ланцюга білка становить 150 амінокислот, а молекулярна маса — 16 588.
| 10         |  | 20         |  | 30         |  | 40         |  | 50         |
| ---------- |  | ---------- |  | ---------- |  | ---------- |  | ---------- |
| MGVQPPNFSW |  | VLPGRLAGLA |  | LPRLPAHYQF |  | LLDLGVRHLV |  | SLTERGPPHS |
| DSCPGLTLHR |  | LRIPDFCPPA |  | PDQIDRFVQI |  | VDEANARGEA |  | VGVHCALGFG |
| RTGTMLACYL |  | VKERGLAAGD |  | AIAEIRRLRP |  | GSIETYEQEK |  | AVFQFYQRTK |
|            |  |            |  |            |  |            |  |            |

A: Аланін

C: Цистеїн

D: Аспарагінова кислота

E: Глутамінова кислота

F: Фенілаланін

G: Гліцин

H: Гістидин

I: Ізолейцин

K: Лізин

L: Лейцин

M: Метіонін

N: Аспарагін

P: Пролін

Q: Глутамін

R: Аргінін

S: Серин

T: Треонін

V: Валін

W: Триптофан

Кодований геном білок за функціями належить до гідролаз, протеїн-фосфатаз. 
Задіяний у такому біологічному процесі як поліморфізм. 
Локалізований у цитоплазмі, ядрі.